# Terre coutumière
Dans le système de gouvernance kanak vis-à-vis de l'administration française, une terre coutumière est une forme de propriété revenant à un collectif autochtone en Nouvelle-Calédonie. Les terres coutumières font succession aux réserves kanak. Elles ne peuvent pas être vendues.

## Histoire
Après la prise de possession de l'archipel, l'État se proclame, par deux déclarations de 1855 et 1862, propriétaire de toutes les terres. L'arrêté du 22 janvier 1868 laisse une partie de ces terres aux kanaks : la propriété « incommutable, insaisissable et inaliénable » de ces domaines est reconnue aux tribus (les kanaks ne peuvent ni les vendre, ni en acheter, mais sont aussi théoriquement protégés contre toute violation de terres) mais la délimitation est faite de telle manière que certaines terres initialement concédées sont finalement retirées aux Mélanésiens au profit des colons, tandis que du bétail de ces derniers s'introduit régulièrement sur les terres coutumières et abîme les champs d'ignames et de taros. Finalement, l'indigénat en Nouvelle-Calédonie aboutit à une politique de cantonnement menée à partir de 1897 par le gouvernement français, visant à rassembler tous les Kanaks dans les réserves en leur allouant une superficie moyenne de trois hectares par habitant et remettant donc totalement en cause le découpage de 1868. Et ce domaine est régulièrement rogné par les autorités afin d'y installer des colons : ces « réserves » passent ainsi de 320 000 à 124 000 hectares de 1898 à 1902, à l'instigation du gouverneur Paul Feillet. Seules les Îles Loyauté sont des réserves kanakes intégrales.
Si le code de l'indigénat est aboli en 1947, permettant aux kanaks d'accéder à la propriété privée, le domaine foncier coutumier n'évolue quant-à-lui pratiquement pas avant 1978. La politique de l'État dans ce domaine va évoluer avec le développement des revendications foncières qui se fait en parallèle de la montée de l'indépendantisme. Le « Plan de développement économique et social à long terme pour la Nouvelle-Calédonie » du secrétaire d'État à l'Outre-mer Paul Dijoud en 1978 est le point de départ de la politique de rééquilibrage foncier : elle se fixe quatre objectifs, à savoir « redonner aux clans, dans toute la mesure du possible, l'espace traditionnel », mais aussi « affermir la position des colons qui vivent et travaillent sur leurs terres », « permettre aux mélanésiens qui le désirent de devenir des paysans, en dehors des réserves, dans le cadre du droit civil » et « favoriser la mise en valeur des terres redistribuées ». Il engage alors une enquête sur l'espace traditionnel kanak à l'ORSTOM et un recensement des revendications foncières. Cependant, ce plan est peu suivi d'effet, du fait des conflits d'intérêts sur les droits de propriété d'une même terre appartenant à ce fameux « espace traditionnel » mais relevant de la propriété, et pleinement exploité et mis en valeur de manière agricole, par des descendants de colon, et parce que son application est confiée à l'Assemblée territoriale de Nouvelle-Calédonie, à majorité européenne. Toutefois, le plan permet, de 1978 à 1982, de redistribuer une bonne partie du Domaine public non utilisé, puisque le Territoire acquiert dans ce but au cours de cette période 21 927 hectares, à quoi il faut ajouter les 28 742 achetées aux propriétés privées (soit un coût de 933 millions de Francs CFP). Et sur ces 50 669 hectares qui constituent donc la réserve du plan foncier, 25 972 (soit un peu plus de la moitié) ont été attribués au domaine coutumier, dont 19 094 hectares en augmentation des terres de réserves appartenant aux tribus et 6 877 hectares directement alloués aux clans.
Vient ensuite l'ordonnance foncière du 15 octobre 1982, qui crée un Office foncier (OF), organisme public d'État chargé de l'achat et de la redistribution des terres aux kanaks, sur la base des clans. Elle crée aussi le Groupement de droit particulier local (GDPL), structure juridique, formée par des personnes de statut civil coutumier invoquant le droit du premier occupant sur une terre, qui organise le développement rural sur cette terre. Le statut de personne morale leur est accordé en 1985, leur permettant d'accéder à des crédits bancaires, de posséder un patrimoine, d'acquérir des biens, d'exercer des droits, d'assurer des obligations ou encore se porter en justice. La réforme de 1982 est néanmoins un échec encore plus retentissant que le plan Dijoud, tout d'abord parce que les kanaks accusent alors le gouvernement de vouloir diviser la communauté mélanésienne par l'attribution directe des terres aux clans, ce qui est perçu comme une forme d'appropriation privée susceptible de porter atteinte à la cohésion du groupe. De plus, la redistribution égalitaire des terres fixée par cette réforme nécessite donc obligatoirement le rachat de terres non encore exploitées mais appartenant tout de même à des Européens, les terres du Domaine public disponibles pour une distribution ayant déjà largement été concédées par le plan de 1978. Enfin, le début des Évènements politiques en 1984 n'a pas facilité la tâche de l'OF. De 1982 à 1986, l'Office foncier a tout de même réussi à acheter 50 414 hectares à des propriétaires privés (soit le double de ce qu'avait acquis le plan Dijoud, dans le même laps de temps), pour un coût d'1,468 milliard de Francs CFP, mais n'a permis que 2 081 hectares d'acquisitions pour les clans, les procédures administratives, particulièrement lourdes, ayant empêché l'OF de procéder aux transferts effectifs. Pour ce qui est des GDPL, les premières ne se formeront qu'en 1986 pour un réel développement qu'à partir de 1989.
La loi du 17 juillet 1986 relative à la Nouvelle-Calédonie, dite « Statut Pons I » (du nom du nouveau ministre de l'Outre-mer, Bernard Pons), remplace l'OF par l'Agence de développement rural et d'aménagement foncier (ADRAF), établissement public territorial. Mais cette nouvelle politique, qui veut avant tout défendre le droit à la propriété privée, donne la priorité à l'installation d'exploitants individuels, et le seul mode d'accès au foncier est désormais la propriété privée donc, en ce qui concerne le domaine coutumier, par le biais des GDPL, qui ne se voient attribuer que 576 ha contre 8 768 aux individus, sociétés et collectivités. Néanmoins, l'ADRAF fait, sous ce statut, l'acquisition de 21 704 hectares par achat à des propriétaires privés, pour un coût de 819 millions de Francs CFP.
Finalement, l'article 8 alinéa 12 de la loi référendaire du 9 novembre 1988, qui fait suite aux Accords de Matignon, donne à l'État la compétence de définir « les principes directeurs de la propriété foncière et des droits réels » et son article 94 transforme l'ADRAF en un établissement public d'État. Les compétences de cette dernière sont définis par le décret du 16 août 1989, modifié par le décret du 16 octobre 2000 qui n'a fait en réalité qu'entériner le transfert de l'ADRAF au Territoire tel que prévu par la loi organique de 1999. Si ce statut prévoit que les domaines acquis par l'Agence peut « soit être cédés à titre onéreux ou à titre gratuit, soit être donnés à bail à des personnes physiques ou morales qui s'engagent sur un projet économique de mise en valeur des terres agréé par l'agence. Ils peuvent également être cédés à titre onéreux ou à titre gratuit à des personnes physiques ou morales qui s'engagent à les donner à bail à des personnes physiques ou morales qui remplissent les mêmes conditions », reprenant donc le modèle de la propriété privée de la réforme de 1986, l'ADRAF a favorisé les attributions à destination des GDPL qui sont donc devenus le nouveau cadre de la redistribution des terres et du rééquilibrage foncier. Le décret sur l'ADRAF de 1989 en a précisé les modalités de constitution, qui respecte l'organisation coutumière de la société kanake, et environ 750 GDPL se sont formées à partir de 1989, dont 298 ont bénéficié d'attributions dans le cadre de la réforme foncière.
Si, depuis 1989, l'ADRAF n'a pas particulièrement acquis plus de terres que les programmes précédents, en raison de la diminution de l'espace foncier pouvant potentiellement être redistribué (elle n'a ainsi acquis, de 1989 à 2005, que 34 169 hectares de terres supplémentaires, dont 3 400 en transfert du domaine public, le premier depuis 1982 même s'il n'a pas la même ampleur, et 30 769 par achat de propriétés privées et pour un coût de 2,546 milliards de Francs CFP), mais elle a largement contribué à la redistribution des réserves constituées depuis 1978 par ses prédécesseurs, et cela surtout au bénéfice des GDPL : de 1989 à 2005, 102 213 hectares ont été attribués, dont 83 796 (82 %) aux GDPL et 18 417 aux particuliers.
Finalement, les réformes foncières successives depuis 1978 ont permis la redistribution au profit du domaine coutumier kanak de 112 424 hectares, chiffre de 2005, soit 80,5 % de la totalité des terres attribuées et 71,6 % des terres acquises par les différents établissements responsables. Les réserves des tribus ont bénéficié à 17 % de ces redistributions, les clans à 8 % et les GDPL à 77 %. Les terres coutumières, constituées des réserves autochtones, des terres attribuées aux GDPL et des terres attribuées aux clans par les collectivités territoriales ou les établissements publics fonciers au titre du lien
à la terre, ainsi que les immeubles domaniaux cédés aux propriétaires coutumiers, sont, selon une formule confirmée par l'article 18 de la loi organique, « inaliénables, incessibles, incommutables et insaisissables », et régies par la coutume), donc surtout en ce qui concerne les affaires familiales, de successions ou de gestion des biens coutumiers. Sont ainsi « régis par la coutume les terres coutumières et les biens qui y sont situés appartenant aux personnes ayant le statut civil coutumier » (art. 18. Leur superficie en 2007 est de 490 907 hectares (4 909,07 km2), soit 26 % de la superficie communale : elles sont particulièrement importantes dans les Îles Loyauté (seule province où le domaine coutumier n'a pas ou peu changé depuis le XIXe siècle puisque n'en est sorti que le village de Wé sur Lifou pour servir de centre administratif, les terres coutumières représentent 97 % de la superficie communale des îles, et 100 % à Maré et Ouvéa) et en province Nord (avec 238 662 hectares, soit 25 % de la superficie communale, et un peu moins de la moitié, avec 48,6 %, de la totalité des terres coutumières, elles représentent 84 % du territoire des Belep et 57 % à Koné), mais restent limitées dans la province Sud (avec 59 879 hectares, ces terres ne représentent que 9 % de la superficie communale de la province, tout en représentant 88 % du territoire de l'Île des Pins).

### Gestion de l'eau
- S. Bouard, C. Lejars, Catherine Sabinot et D. Coulange, « Goutte (volet 2) : La gouvernance de l'eau sur terres coutumières en Nouvelle-Calédonie : de la connaissance des usages et des savoirs à la production d'outils de gestion et de politiques adaptés », dans Au fil de l'eau, Nouméa 2019, workshop des 17 et 18 septembre, PUNC, coll. « Collection CRESICA », 2020, p. 30–33 (lire en ligne)
- Sonia Grochain, « Les cinq eaux des Kanaks. L’eau des clans, des terres coutumières, des vieux, l’eau pure et l’eau collective », Géocarrefour, vol. 96, no 2,‎ 28 mars 2022 (ISSN 1627-4873, DOI 10.4000/geocarrefour.20310, lire en ligne)